# Azəri Baku
Azəri Baku – azerski klub piłkarski, mający siedzibę w stolicy kraju, mieście Baku, działający w latach 1991–1994.

## Historia
Chronologia nazw:
- 1991: Azəri Bakı FK
- 1994: klub rozwiązano

Klub sportowy Azəri FK został założony w miejscowości Baku w 1991 roku. W 1991 debiutował we Wtoroj nizszej lidze Mistrzostw ZSRR (D4), zajmując 15.miejsce w grupie 3.
Po uzyskaniu niepodległości przez Azerbejdżan w 1992 debiutował w najwyższej lidze, zwanej Yüksək Liqa. Debiutowy sezon 1992 zakończył na 9.pozycji w grupie B i w rundzie drugiej walczył w grupie spadkowej, gdzie został sklasyfikowany na końcowym 18.miejscu. W 1993 roku uzyskał czwartą lokatę w grupie B (końcowe 8.miejsce). Po zakończeniu sezonu 1993/94 uplasował się na 14.miejscu, po czym został zdegradowany do pierwszej ligi. Jednak z przyczyn finansowych nie przystąpił do rozgrywek w Birinci Dəstə i  został rozwiązany.

## Barwy klubowe, strój
|  |  |

Klub ma barwy biało-czarne. Zawodnicy domowe spotkania zazwyczaj grali w białych koszulkach, błękitnych spodenkach oraz białych getrach.

## Sukcesy

### Trofea międzynarodowe
Nie uczestniczył w rozgrywkach europejskich (stan na 31-05-2019).

### Trofea krajowe
Azerbejdżan
| \| \| Zdobyte trofea w rozgrywkach Azerbejdżanu (stan na: 31-05-2019) \| |                                                                 |      |               |
| Rozgrywki                                                                | Osiągnięcie                                                     | Razy | Sezon(y)      |
| Mistrzostwo                                                              | I miejsce                                                       | 0    |               |
| Mistrzostwo                                                              | II miejsce                                                      | 0    |               |
| Mistrzostwo                                                              | III miejsce                                                     | 0    |               |
| Mistrzostwo                                                              | 4.miejsce                                                       | 1    | 1993 (gr.A)   |
| Puchar                                                                   | zdobywca                                                        | 0    |               |
| Puchar                                                                   | finalista                                                       | 0    |               |
| Puchar                                                                   | 1/8 finału                                                      | 2    | 1992, 1993/94 |
| II liga                                                                  | I miejsce                                                       | 0    |               |
| II liga                                                                  | II miejsce                                                      | 0    |               |
| II liga                                                                  | III miejsce                                                     | 0    |               |
| Azerbejdżan                                                              | Zdobyte trofea w rozgrywkach Azerbejdżanu (stan na: 31-05-2019) |      |               |

ZSRR
| \| \| Zdobyte trofea w rozgrywkach Związku Radzieckiego (stan na: 31-12-1992) \| |                                                                         |      |          |
| Rozgrywki                                                                        | Osiągnięcie                                                             | Razy | Sezon(y) |
| Mistrzostwo                                                                      | I miejsce                                                               | 0    |          |
| Mistrzostwo                                                                      | II miejsce                                                              | 0    |          |
| Mistrzostwo                                                                      | III miejsce                                                             | 0    |          |
| Puchar                                                                           | zdobywca                                                                | 0    |          |
| Puchar                                                                           | finalista                                                               | 0    |          |
| II liga                                                                          | I miejsce                                                               | 0    |          |
| II liga                                                                          | II miejsce                                                              | 0    |          |
| II liga                                                                          | III miejsce                                                             | 0    |          |
|                                                                                  | Zdobyte trofea w rozgrywkach Związku Radzieckiego (stan na: 31-12-1992) |      |          |

- Wtoraja nizszaja liga (D4):
  - 15.miejsce (1x): 1991 (gr.3)

- Amatorski Puchar ZSRR:
  - półfinalista (1x): 1991

## Poszczególne sezony

### Rozgrywki międzynarodowe

#### Europejskie puchary
Nie uczestniczył w rozgrywkach europejskich.

### Rozgrywki krajowe
ZSRR
| \| \| Bilans występów klubu w rozgrywkach piłkarskich Związku Radzieckiego (Stan na 31 grudnia 1992 r.) \| |                                                                                                   |        |       |   |   |   |    |    |     |      |        |        |      |
| Poziom | Rozgrywki                                                                                         | Sezony | Mecze | Z | R | P | B+ | B– | Pkt | Lata | Awanse | Spadki | Naj. |
| I | Wysszaja liga                                                                                     | 0      |       |   |   |   |    |    |     |      |        |        |      |
| II | Pierwaja liga                                                                                     | 0      |       |   |   |   |    |    |     |      |        |        |      |
| III | Wtoraja liga                                                                                      | 0      |       |   |   |   |    |    |     |      |        |        |      |
| IV | Wtoraja nizszaja liga                                                                             | 1      |       |   |   |   |    |    |     | 1991 | 0      | 0      | 15   |
| | Puchar ZSRR                                                                                       | 0      |       |   |   |   |    |    |     |      |        |        |      |
| | Bilans występów klubu w rozgrywkach piłkarskich Związku Radzieckiego (Stan na 31 grudnia 1992 r.) |        |       |   |   |   |    |    |     |      |        |        |      |

Azerbejdżan
| \| Azerbejdżan \| Bilans występów klubu w rozgrywkach piłkarskich Azerbejdżanu (Stan na 31 maja 2019 r.) \| \| |                                                                                        |        |       |   |   |   |    |    |     |           |        |        |      |
| Poziom | Rozgrywki                                                                              | Sezony | Mecze | Z | R | P | B+ | B– | Pkt | Lata      | Awanse | Spadki | Naj. |
| I | Yüksək Liqa                                                                            | 3      |       |   |   |   |    |    |     | 1992–1994 | 0      | 1      | 4    |
| II | Birinci Dəstə                                                                          | 0      |       |   |   |   |    |    |     |           |        |        |      |
| | Puchar Azerbejdżanu                                                                    | 3      |       |   |   |   |    |    |     | 1992–1994 | 0      | 0      | 1/8  |
| Azerbejdżan | Bilans występów klubu w rozgrywkach piłkarskich Azerbejdżanu (Stan na 31 maja 2019 r.) |        |       |   |   |   |    |    |     |           |        |        |      |

## Struktura klubu

### Stadion
Klub piłkarski rozgrywał swoje mecze domowe na stadionie im. Tofiqa İsmayılova w Suraxanı o pojemności 3000 widzów.

## Kibice i rywalizacja z innymi klubami

### Derby
- ANS Pivani Baku
- Bakılı Baku
- Dinamo Baku
- Fərid Baku
- İnşaatçı Baku
- Neftçi PFK
- Neftqaz-GNKAR Baku
- OIK Baku
- Şəfa Baku
- Tərəqqi Baku
- Xəzər Universiteti Baku